# Cecilia Edefalk

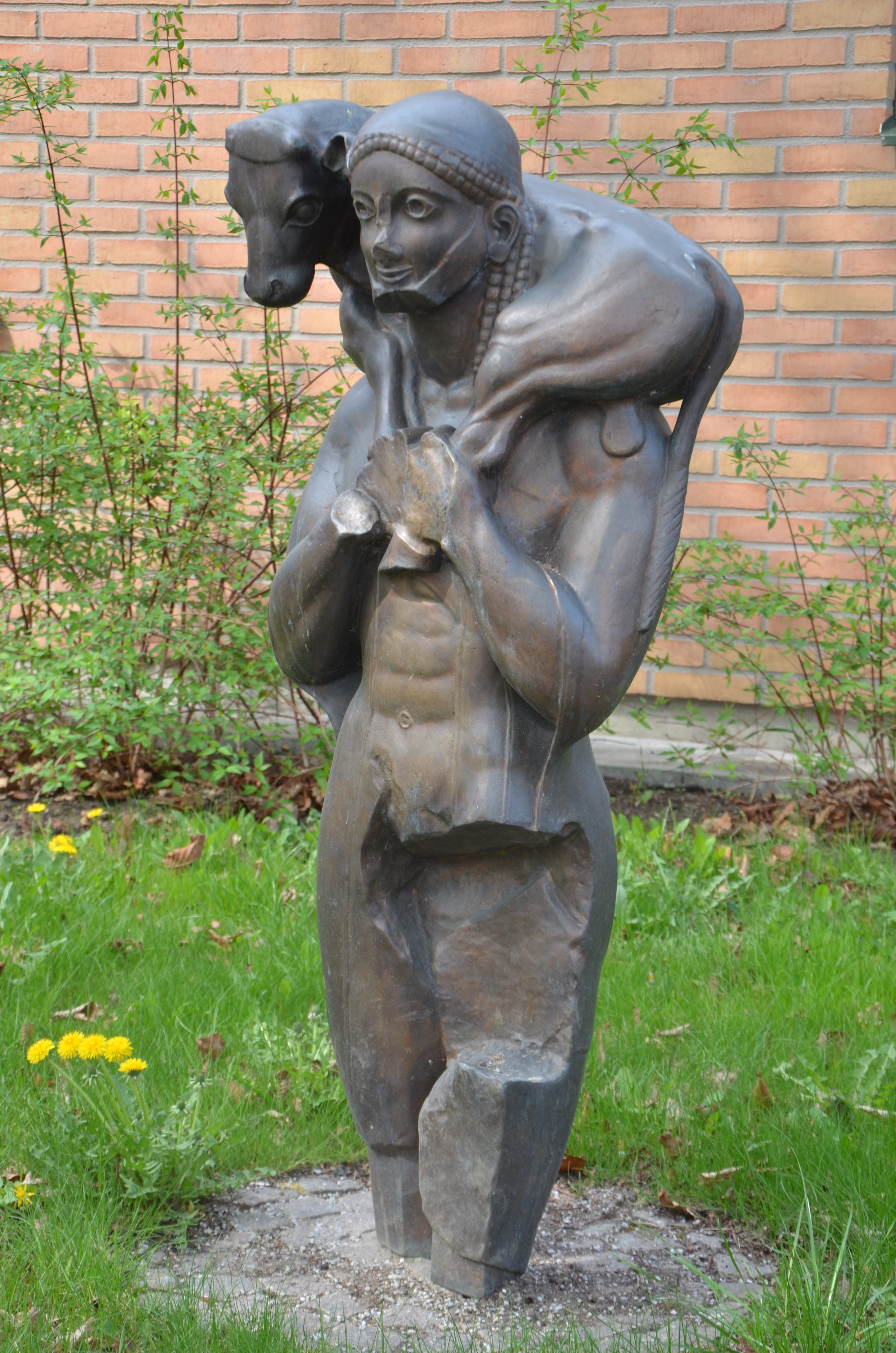
Kalvbäraren i Lund.

Cecilia Emmy Anna Edefalk, född 28 augusti 1954 i Norrköping, är en svensk konstnär. Hon arbetar med ett realistiskt måleri, ofta med upprepningar och med hennes självporträtt i fokus. Edefalk har nått internationell uppmärksamhet och är bland annat representerad i Tyskland.

## Biografi
Cecilia Edefalk utbildade sig på Konstfack i Stockholm 1973–1977, på Birkagårdens folkhögskola i Stockholm 1980–1981 och vid Kungliga Konsthögskolan i Stockholm 1982–1987. Hon hade sin första separatutställning 1988 på Galleri Wallner i Malmö.
Hennes publika genombrott kom 1990 med utställningen En annan rörelse på Galleri Sten Eriksson i Stockholm, där hon ställde ut sju målningar i olika storlekar med samma motiv, hämtat från en illustrationsbild för en artikel från 1988 i modemagasinet Klick. Ursprungsbilden visar en man som smörjer in ryggen på en kvinna med sololja från en flaska som han håller i ena handen. I serien målningar En annan rörelse återfinns inte sololjeflaskan, vilket ger motivet en mer oklar innebörd.
| ”                 | Jag är en konstnär som arbetar med andlighet och med respekt för djur, natur och människor. | „ |
| – Cecilia Edefalk |                                                                                             |   |

Hennes måleri utgår ofta från en annan bild, ofta en fotografisk bild. Hennes målning CU från 1989 har sitt ursprung i en Caspar David Friedrichs målning Frau am Fenster från 1822, vilken idag finns på Alte Nationalgalerie i Berlin. I Friedrichs målning visas bakifrån en ensam kvinna som tittar på segelbåtar som passerar på Elbe genom ett öppet fönster. I Cecilia Edefalks målning är kvinnan fristående mot ett gult färgfält med endast en antydning med ändrad färgkulör av den karm eller balustrad som hon lutar sig mot.
| ”                 | Vi nordbor har ett starkt förhållande till ljus. Jag fascineras av hur dramatiskt olika det kan vara, särskilt vid midsommartid. Det mest speciella är det där kusligt vackra, silvriga ljuset tio minuter innan allt tonar bort i mörker. | „ |
| – Cecilia Edefalk | |   |

## Höga priser på auktioner
Flera verk av Cecilia Edefalk har sålts för högt pris på konstauktioner. År 2004 såldes Dad från 1988, en parafras på Dick Bengtssons Richard i Paris, för 1,21 miljoner kronor. Den blev därmed den dittills dyraste tavlan av en svensk levande konstnär såld på auktion i Sverige. Hennes monumentalmålning Baby från 1986–1987 såldes för 5,9 miljoner kronor på Bukowskis i november 2010, och dagen innan hade hennes oljemålning En annan rörelse från 1990 sålts på Stockholms Auktionsverk för 3,8 miljoner kronor.

## Offentliga verk i urval
- Kalvbäraren, brons, Ringvägen 1B, Lund
- Stenen, brons, Nya torget i Norrköping

Cecilia Edefalk är representerad vid bland annat Göteborgs konstmuseum, Moderna museet, Norrköpings konstmuseum  och Nordiska Akvarellmuseet.